# Auguste Beer
Auguste Beer (* 27. Juni 1889 in Neuruppin; † 19. März 1932 in Seedorf) war eine deutsche Malerin.

## Leben
Auguste Ernestine Jenny Karoline Isidore Beer war die Tochter des Generalmajors Georg von Zastrow und dessen Ehefrau Olga, geb. Lindemann, einer Tochter des Schweriner Gaswerk-Besitzers Johann Georg Friedrich Lindemann (1805–1872). Augustes Geschwister waren:
- Alexander Georg von Zastrow (* 6. Juni 1882 in Lübben; † 19. Februar 1946 in Hamburg), Privatgelehrter und Bildhauer in Seedorf;
- Georg Ottokar Hermann von Zastrow (* 25. August 1884; † unbekannt);
- Ottokar Albrecht Arnold von Zastrow (* 25. Januar 1887 in Görlitz; † 17. April 1888 in Hirschberg in Schlesien);
- Hans Georg Ernst von Zastrow (* 20. August 1892; † unbekannt);
- Dorothea Adelheid Martha Friederike von Zastrow (* 14. Juni 1894 in Lübben; † unbekannt).

Sie wuchs von 1897 bis 1900 in Mannheim und von 1900 bis 1904 in Mainz auf.

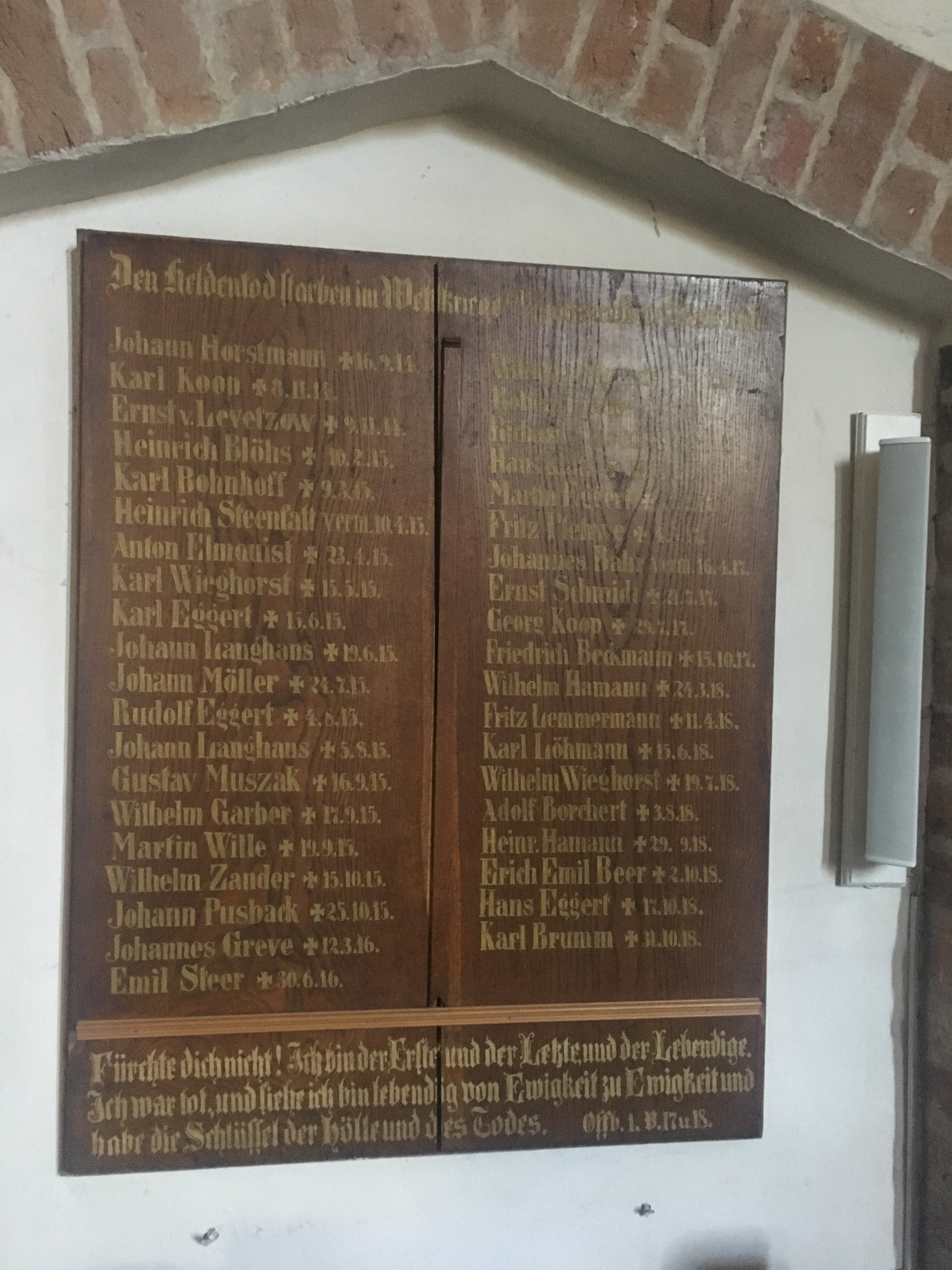
Gefallenentafel in der Kirche von Seedorf mit dem Namen Beers

Von 1906 bis 1909 besuchte sie die lithografische Klasse des Künstlerinnenvereins der Münchner Damenakademie für grafische Künste, deren Leiter seit 1902 der impressionistische Maler Moritz Heymann war. Dort eignete sie sich gründliche anatomisch-konstruktive Kenntnisse des menschlichen Körpers an. Die Beherrschung des Farbmaterials erlernte sie von 1909 bis 1910 in der Münchner Malschule von Hermann Groeber, der seit 1907 auch Lehrer für Aktzeichnen war und seit 1911 Professor an der Münchner Akademie. Als recht unbefriedigend bezeichnete sie den späteren Unterricht von Albert Weisgerber an der Damenakademie, weil dieser ihrer Meinung nach seinen Schülerinnen zu sehr seinen eigenen Malstil aufzwang.
Am 2. Januar 1914 heiratete sie in Berlin-Friedenau den der Berliner Secession angehörenden Maler Erich Emil Beer (* 6. Juli 1880 in Hammerstein; † 2. Oktober 1918). Dieser hatte sich 1905 an der Münchner Akademie in die Zeichenklasse eingeschrieben. Er meldete sich 1915 als Sanitäter freiwillig für den Einsatz im Ersten Weltkrieg. Auguste zog aus diesem Grund zu ihrer Mutter, der in Seedorf auf dem Gut ihrer Schwester Ida ein Haus gehörte. Nachdem ihr Ehemann gefallen war, blieb sie dort auf Dauer ansässig, reiste aber jährlich nach Berlin, um mit der aktuellen Kunst in Kontakt zu bleiben. Später unterstützte sie ihren Bruder Alexander bei dessen archäologischen Arbeiten zur Erforschung der steinzeitlichen Schaalseekultur in der Umgebung von Seedorf.
Sie stand in brieflichem Kontakt mit dem Bildhauer Georg Kolbe.
Über den Verbleib ihrer Werke ist nichts bekannt.

## Werke (Auswahl)
- Im lauenburgischen Heimatmuseum gab es eine Radierung von einem bronzezeitlichen Hügelgrab.[9]